# Papuaphiloscia arcangeli
Papuaphiloscia arcangeli is een pissebed uit de familie Philosciidae. De wetenschappelijke naam van de soort is voor het eerst geldig gepubliceerd in 1993 door Kwon & Taiti.